# Wes Brown
Wesley „Wes“ Michael Brown ( 13. října 1979, Manchester) je anglický fotbalový střední obránce. Do roku 2011 hrál za Manchester United, od roku 1999 nastupuje i v anglické reprezentaci.
8. července 2011 poprvé změnil dres – přestoupil do Sunderlandu.